# اوله بازیلویچ
اوله بازیلویچ (اوکراینی: Оле́г Петро́вич Базиле́вич؛ ۶ ژوئیهٔ ۱۹۳۸ – ۱۶ اکتبر ۲۰۱۸) بازیکن فوتبال اهل اتحاد جماهیر شوروی سوسیالیستی بود.
از باشگاه‌هایی که در آن بازی کرده‌است می‌توان به باشگاه فوتبال شاختار دونتسک، باشگاه فوتبال چورنومورتس اودسا، و باشگاه فوتبال دینامو کی‌یف اشاره کرد.